# Peter North
Peter North, pseudonimo di Alden Brown (Halifax, 11 maggio 1957), è un ex attore pornografico e regista pornografico canadese.

## Biografia
Nato da padre canadese e madre portoricana, nel 1982 si trasferisce in California. Il suo ingresso nel mondo del porno è all'età di 24 anni. Dopo una lunga gavetta, durante la quale con lo pseudonimo di Matt Ramsey girò anche pellicole di pornografia gay (film come Cousins,  A Matter of Size, Like a horse, The Company We Keep e The Bigger the Better del 1984), tra la metà degli anni '80 e gli inizi dei '90 inizia a lavorare in produzioni pornografiche di alto livello, tra queste incontrerà anche la sua futura moglie, Marine Cartier, un'attrice pornografica franco-tunisina, con cui ha girato un video.
Un particolare che lo rende molto famoso sono le sue eiaculazioni estremamente copiose e potenti (anche un metro e mezzo di distanza), da cui derivano i soprannomi di "Decoratore", "Idrante", e "Mr. Schizzo", tuttavia è conosciuto anche come cumalot che in italiano è stato tradotto con l'espressione "Signor mezzo litro". Risulta che il suo pene circonciso sia lungo circa 21,59 cm. È stato il primo attore a capire le potenzialità del digitale e di Internet, e nella metà degli anni '90 ha dato vita a una propria società di produzione e a uno dei primi siti dedicati a un singolo attore del genere porno.

## Riconoscimenti
AVN Awards
- 1998 – Best Group Sex Scene (video) per Gluteus to the Maximus con Katie Gold, Alyssa Love, Holli Woods e Shay Sweet[2]

XRCO Award
- 1986 – Orgasmic Oral Scene per Love Bites con Amber Lynn, Rick Savage e James Miles[3]
- 1988 - Stud of the Year[4]
- 1988 – Best Copulation Scene per Pretty Peaches 2 con Tracey Adams[5]
- 1989 - Best Threeway Sex Scene per Catwoman con Alexa Parks e Buddy Love[6]
- 1994 – Best Group Sex Scene per Slave To Love con Brittany O'Connell, Beatrice Valle, Jalynn, Sierra, Kitty Jung, Sean Michaels, Randy Spears e T.T. Boy[7]
- 1995 - Hall of Fame[8]

NightMoves Award
- 1998 - Best Actor[9]
- 1999 - Best Actor[10]
- 1999 - National Lietime Achievement Award[11]

## Filmografia

### Attore
- Breaking It (1984)
- China and Silk (1984)
- Company We Keep (1984)
- Daisy Chain (1984)
- Diamond Collection 61 (1984)
- Diamond Collection 62 (1984)
- Girls of the Night (1984)
- Golden Girls Film 226 (1984)
- Handjobs (1984)
- I Like to Be Watched (1984)
- I Want It All (1984)
- Like A Horse (1984)
- Limited Edition 34 (1984)
- Lust At The Top (1984)
- Lust in the Fast Lane (1984)
- Mind Games (1984)
- Miss Passion (1984)
- Night Of Loving Dangerously (1984)
- On Golden Blonde (1984)
- Penetration 4 (1984)
- Penetration 5 (1984)
- Sexbusters (1984)
- Sister Dearest (1984)
- Sizing Up (1984)
- Stiff Competition (1984)
- Swedish Erotica 56 (1984)
- Talk Dirty to Me 3 (1984)
- Too Good to Be True (1984)
- Touch Of Mischief (1984)
- Wild Weekend (1984)
- Young and Naughty (1984)
- 2 Tons Of Fun (1985)
- Adult 45 1 (1985)
- Adventures of Tracy Dick (1985)
- Age of Consent (1985)
- Amber Lynn: The Totally Awesome (1985)
- Angel of the Night (1985)
- Angels of Mercy (1985)
- Animal in Me (1985)
- Aroused (1985)
- Aurora's Secret Diary (1985)
- Battle of the Stars 1 (1985)
- Beaverly Hills Cop (1985)
- Below The Belt (1985)
- Best of Hot Shorts 1 (1985)
- Big Melons 3 (1985)
- Big Melons 4 (1985)
- Big Melons 5 (1985)
- Big Melons 6 (1985)
- Black Throat (1985)
- Blacks and Blondes 17 (1985)
- Caught from Behind 4 (1985)
- Cotton Candy (1985)
- Cumshot Revue 2 (1985)
- Daddy's Girls (1985)
- Diamond Collection 64 (1985)
- Diamond Collection 65 (1985)
- Diamond Collection 69 (1985)
- Educating Mandy (1985)
- Enchantress (1985)
- Family Heat (1985)
- Fantasies Unltd. (1985)
- Firefoxes (1985)
- First Annual XRCO Adult Film Awards (1985)
- Future Voyeur (1985)
- Gang Bangs (1985)
- Gentlemen Prefer Ginger (1985)
- Ginger Effect (1985)
- Ginger On The Rocks (1985)
- Girls of Cell Block F (1985)
- Girls of the A Team (1985)
- Glamour Girl 5 (1985)
- Glamour Girl 7 (1985)
- Glamour Girl 8 (1985)
- Going Down (1985)
- Good Girls Do (1985)
- Grand Opening (1985)
- Greek Lady (1985)
- Hard For The Money (1985)
- Harlequin Affair (1985)
- Head And Tails (1985)
- Head Games (1985)
- Heat is On (1985)
- Holly Does Hollywood 1 (1985)
- Hollywood Heartbreakers (1985)
- Hollywood Pink (1985)
- Hollywood Starlets (1985)
- Hot Sweet Honey (1985)
- Indecent Wives (1985)
- Irresistible (1985)
- It's My Body (1985)
- Just Another Pretty Face (1985)
- Like a Virgin 1 (1985)
- Love Bites (1985)
- Lust American Style (1985)
- Lust Bug (1985)
- Make My Night (1985)
- Marilyn Chambers' Private Fantasies 4 (1985)
- Midslumber's Night Dream (1985)
- Night of the Headhunter (1985)
- It's My Body (1985)
- Just Another Pretty Face (1985)
- Like a Virgin 1 (1985)
- Love Bites (1985)
- Lust American Style (1985)
- Lust Bug (1985)
- Make My Night (1985)
- Marilyn Chambers' Private Fantasies 4 (1985)
- Midslumber's Night Dream (1985)
- New Wave Hookers 1 (1985)
- Night of the Headhunter (1985)
- Passage To Ecstasy (1985)
- Perfect Fit (1985)
- Pleasure Hunt 2 (1985)
- Pleasure Party (1985)
- Poonies (1985)
- Ribald Tales of Canterbury (1985)
- Savage Fury 1 (1985)
- Sex Fifth Avenue (1985)
- Sex Shoot (1985)
- Sex Star Competition (1985)
- Sexpertease (1985)
- Shape-Up For Sensational Sex (1985)
- Shaved Pink (1985)
- Sizzling Suburbia (1985)
- Skin Games (1985)
- Spermbusters (1985)
- Star 85 (1985)
- Star Is Porn (1985)
- Stud Wars (1985)
- Surfside Sex (1985)
- Tail House Rock (1985)
- Taste of Paradise (1985)
- Teenage Games (1985)
- Thrill St Blues (1985)
- Titillation (1985)
- Vortice erotico (New Wave Hookers, 1985)
- We Love to Tease (1985)
- Whore of the Worlds (1985)
- Wicked Whispers (1985)
- 69 Minutes Evening News 1 (1986)
- Autobiography of Herman Flogger (1986)
- Backdoor Brides 2 (1986)
- Backdoor to Hollywood 1 (1986)
- Battle of the Titans (1986)
- Best Of Collector's Video (1986)
- Best of Diamond Collection 5 (1986)
- Black Valley Girls (1986)
- Blame It on Ginger (1986)
- Blue Note Cafe (1986)
- Bottoms Up Series 8 (1986)
- Cat Alley (1986)
- Caught from Behind 6 (1986)
- Caught in the Middle (1986)
- Cheerleader Academy (1986)
- Club Ginger (1986)
- Debutante (1986)
- Deep Inside Traci (1986)
- Deep Inside Vanessa del Rio (1986)
- Deep Throat Girls (1986)
- Deeper Harder Faster (1986)
- Devil in Miss Dare (1986)
- Devil in Miss Jones 3 (1986)
- Diamond Collection 75 (1986)
- Diamond Collection 78 (1986)
- Diamond Collection 79 (1986)
- Dickman and Throbbin (1986)
- Dirty 30's Cinema 12 (1986)
- Dirty Dreams (1986)
- Dirty Harriet (1986)
- Double Penetration 1 (1986)
- Erotic Starlets 10: Nicole West (1986)
- Erotic Starlets 12: Crystal Lee (1986)
- Escort to Ecstasy (1986)
- Fast Girls (1986)
- For Your Thighs Only (1986)
- Gail Force And Friends XXX Workout (1986)
- Getting Ready (1986)
- Ginger and Spice (1986)
- Girls of Paradise (1986)
- Hannah Does Her Sisters (1986)
- Heidi A. (1986)
- Hot Gun (1986)
- Hot Ones (1986)
- Hot Shorts: Susan Hart (1986)
- House of Blue Dreams (1986)
- In and Out in Beverly Hills (1986)
- In Search of the Golden Bone (1986)
- Indecent Itch (1986)
- Innocent Taboo (1986)
- Irresistible 2 (1986)
- Kiss of the Dragon Lady (1986)
- Life and Loves of Nikki Charm (1986)
- Like a Virgin 2 (1986)
- Little Romance (1986)
- Loose Ends 2 (1986)
- Loose Morals (1986)
- Love Lessons (1986)
- Lucy Has a Ball (1986)
- Luscious Lucy In Love (1986)
- Lusty Layout (1986)
- Mad Jack Beyond Thunderbone (1986)
- Midnight Pink (1986)
- Naughty Nurses (1986)
- Oral Majority (1986)
- Postman Always Comes Twice (1986)
- Pumping Irene 1 (1986)
- Ramb-ohh (1986)
- Return To Sex Fifth Avenue (1986)
- Rocky Porno Video Show (1986)
- Satin Seduction (1986)
- Sex Beat (1986)
- Sex Game (1986)
- Sex the Hard Way (1986)
- Sheila's Deep Desires (1986)
- Sins of the Wealthy 1 (1986)
- Sky Foxes (1986)
- Spectacular Orgasms (1986)
- Spies (1986)
- Star Cuts 33: Kari Foxx (1986)
- Star Cuts 4: Ginger Lynn (1986)
- Summer Break (1986)
- Swedish Erotica 56 (new) (1986)
- Sweet Cheeks (1986)
- Sweetest Taboo (1986)
- Take It Off (1986)
- Taste of Genie (1986)
- Terms Of Endowment (1986)
- This Stud's for You (1986)
- Tip of the Tongue (1986)
- Tracy Takes Paris (1986)
- Two Handfuls (1986)
- Untamed (1986)
- Virgin Heat (1986)
- West Coast Girls (1986)
- With Love From Ginger (1986)
- With Love From Susan (1986)
- World According To Ginger (1986)
- Year of the Sex Dragon (1986)
- Zebra Club (1986)
- Afro Erotica 15 (1987)
- Attack of the Monster Mammaries (1987)
- Back To Class 1 (1987)
- Barbara Dare's Prime Choice (1987)
- Barbara the Barbarian (1987)
- Beat Goes On (1987)
- Behind Blue Eyes (1987)
- Best of Caught from Behind 1 (1987)
- Best of Diamond Collection 10 (1987)
- Big Melons 12 (1987)
- Black Magic Sex Clinic (1987)
- Blowin the Whistle (1987)
- Bottom Line (1987)
- Bride (1987)
- California Cherries (1987)
- Cat Club (1987)
- Caught from Behind 7 (1987)
- Charmed and Dangerous (1987)
- Club Head (1987)
- Convenience Store Girls (1987)
- Deep Obsession (1987)
- Diamond Collection Double X 10 (1987)
- Dirty Blondes 1 (1987)
- Double Penetration 2 (1987)
- Erotic Dreams (1987)
- Falcon Breast (1987)
- Fantasy Chamber (1987)
- Flesh For Fantasies (1987)
- Frustrated Housewife (1987)
- Games Couples Play (1987)
- Genie's Dirty Girls (1987)
- Gentlemen's Club (1987)
- Get Me While I'm Hot (1987)
- Ginger In Ecstasy (1987)
- Ginger's Greatest Boy/girl Hits (1987)
- Girls of Paradise (new) (1987)
- Girls Who Love To Suck (1987)
- Good Lust Charm (1987)
- Good Vibrations (1987)
- Hard to Handle (1987)
- Head Clinic (1987)
- Honeymooners (1987)
- Hot to Trot (1987)
- Imaginary Lovers (1987)
- Introducing Barbii (1987)
- Jane Bond Meets the Man With the Golden Rod (1987)
- Jewels of the Night (1987)
- Let Me Tell Ya Bout Fat Chicks (1987)
- Lethal Woman (1987)
- Let's Talk Dirty (1987)
- Load Warrior (1987)
- Load Warrior 2 (1987)
- Loose Ends 3 (1987)
- Lovin' Spoonfuls 1 (1987)
- Lust Connection (1987)
- Naked Stranger (1987)
- Nasty Habits (1987)
- Nasty Lovers (1987)
- Nasty Newshounds (1987)
- Naughty Nymphs (1987)
- Night Games (1987)
- Nightshift Nurses 1 (1987)
- Oral Majority 2 (1987)
- Oral Majority 3 (1987)
- Oral Majority 4 (1987)
- Oral Mania (1987)
- Oral Mania 2 (1987)
- Out of Control (1987)
- Passionate Heiress (1987)
- Peggy Sue (1987)
- Phone Sex Girls 2 (1987)
- Pretty Peaches 2 (1987)
- Private Encounters (1987)
- Pumping Irene 2 (1987)
- Ramb-ohh 2 The Sex Platoon (1987)
- Restless Passion (1987)
- Rising (1987)
- Rockin' Erotica (1987)
- Satin Angels (1987)
- Sex Aliens (1987)
- Sex Maniacs (1987)
- Sexy And 18 (1987)
- Sheena In Wonderland (1987)
- Slightly Used (1987)
- Slip Into Ginger And Amber (1987)
- Star Cuts 47: Patti Petite (1987)
- Star Cuts 87: Tanya Fox (1987)
- Sugar Pussy Jeans (1987)
- Tastes Like Candy (1987)
- Touch Me (1987)
- Touchables (II) (1987)
- Toys 4 Us 2 (1987)
- Traci's Big Trick (1987)
- Unbelievable Orgies 1 (1987)
- Wide World of Sex (1987)
- Wild In The Wilderness (1987)
- Wild Women 3: Angel (1987)
- WPINK TV 3 (1987)
- Yiddish Erotica 1 (1987)
- Ali Boobie And The 40 D's (1988)
- All the Best Barbara (1988)
- Amber Lynn Non-stop (1988)
- Angel Puss (1988)
- Angel Rising (1988)
- Backdoor Brides 3 (1988)
- Backdoor Summer 1 (1988)
- Backstrokes (1988)
- Ball Street (1988)
- Barbii Unleashed (1988)
- Best of Caught from Behind 2 (1988)
- Best of Diamond Collection 11 (1988)
- Billionaire Girls Club (1988)
- Black Satin Nights (1988)
- Boom Boom Valdez (1988)
- Born To Burn (1988)
- California Native (1988)
- Candy's Little Sister Sugar (1988)
- Catwoman (1988)
- Coming On Strong (1988)
- Cumshot Revue 3 (1988)
- Deep Throat Fantasies (1988)
- Diamond Collection Double X 14 (1988)
- Diamond Collection Double X 15 (1988)
- Diamond Collection Double X 16 (1988)
- Diamond Collection Double X 22 (1988)
- Dirty Laundry (1988)
- Dirty Prancing (1988)
- Double Penetrations 6 (1988)
- Dreams in the Forbidden Zone 1 (1988)
- Educating Kascha (1988)
- Erotic Starlets 27: Pam Jennings (1988)
- ETV (1988)
- Euromen (1988)
- Fatal Passion (1988)
- Fatal Seduction (1988)
- Filet-o-breast (1988)
- Fistful Of Bimbos (1988)
- For His Eyes Only (1988)
- For Your Love (1988)
- From Kascha With Love (1988)
- Fun in the Sun (1988)
- Future Sodom (1988)
- Ginger Lynn Non-stop (1988)
- Ginger Lynn The Movie (1988)
- Girls of Double D 4 (1988)
- Girls Of Treasure Island (1988)
- Going Down Slow (1988)
- Greatest American Blonde (1988)
- Hard Act To Swallow (1988)
- Hawaii Vice 1 (1988)
- HHHHot TV 1 (1988)
- HHHHot TV 2 (1988)
- Hot Pink and Chocolate Brown (1988)
- Hottest Ticket (1988)
- Inches For Keisha (1988)
- Inn Of Sin (1988)
- Insatiable (1988)
- Kascha and Friends (1988)
- Kascha's Blues (1988)
- Kinky Vision 2 (1988)
- Kiss My Asp (1988)
- Lethal Woman 2 (1988)
- Loose Ends 4 (1988)
- Make Out (1988)
- Making Ends Meet (1988)
- Mammary Lane (1988)
- Megasex (1988)
- Million Dollar Screw (1988)
- Moonstroked (1988)
- Naughty Naughty (1988)
- Nicole Stanton Story 1 (1988)
- Nina's Knockouts (1988)
- Only the Best of Black and White and Pink Inside (1988)
- Oral Majority Black 2 (1988)
- Outrageous Orgies 2 (1988)
- Piece Of Heaven (1988)
- Pillowman (1988)
- Prom Girls (1988)
- Rachel Ryan RR (1988)
- Rear Busters (1988)
- Saddletramp (1988)
- Samantha I Love You (1988)
- Scorching Secrets (1988)
- Screaming Rage (1988)
- Sex Lies (1988)
- Sex Lives (1988)
- Sex Lives of the Rich And Famous 1 (1988)
- Sex Lives of the Rich And Famous 2 (1988)
- Sex Sluts in the Slammer (1988)
- Showstoppers (1988)
- Sins of Angel Kelly (1988)
- Soul Games (1988)
- Spend The Holidays With Barbii (1988)
- Starlets 20: Amber Lynn (1988)
- Strong Rays (1988)
- Surfside Sex (1988)
- Switch Hitters 3 (1988)
- Taija's Tasty Treats (1988)
- Take Me (1988)
- Take My Body (1988)
- Taste of Tawnee (1988)
- Tawnee Be Good (1988)
- This Is Your Sex Life (1988)
- Three-way Lust (1988)
- Tricks of the Trade (1988)
- Twisted Sisters (1988)
- Warm Bodies Hot Nights (1988)
- Wild Women 11: Tanya Foxx (1988)
- Wild Women 15: Gail Force (1988)
- Wrong Arm of the Law (1988)
- X-Rated Bloopers And Outtakes (1988)
- Young Gladiators (1988)
- 50 Ways To Lick Your Lover (1989)
- Abracadabra (1989)
- Afro Erotica 32 (1989)
- Angel's Back (1989)
- Army Brat 2 (1989)
- Asspiring Actresses (1989)
- Backdoor Bonanza 13 (1989)
- Backdoor Bonanza 9 (1989)
- Backdoor Summer 2 (1989)
- Beefeaters (1989)
- Best of All 1 (1989)
- Best of Amber Lynn (1989)
- Best of Loose Ends (1989)
- Big Thrill (1989)
- Biggies 1 (1989)
- Blowing In Style (1989)
- Blue Movie (1989)
- Bod Squad (1989)
- Body Music (1989)
- Brat Force (1989)
- Breast Stroke 2 (1989)
- Bring on the Virgins (1989)
- Busted (1989)
- Call Girls in Action (1989)
- Chameleon (1989)
- Cheeks 2: Bitter End (1989)
- Cherry Pickers (1989)
- Coming of Age (1989)
- Cumshot Revue 5 (1989)
- Debbie Class Of 89 (1989)
- Deep and Strong (1989)
- Deep Inside Barbii (1989)
- Deep Throat 3 (1989)
- Detroit Dames (1989)
- Diamond Collection Double X 19 (1989)
- Diamond in the Rough (1989)
- Dirty Movies (1989)
- Double Penetrations 7 (1989)
- Edge of Heat 1 (1989)
- Edge of Heat 2 (1989)
- Edge of Heat 4 (1989)
- Girls of Double D 7 (1989)
- Girls of Double D 9 (1989)
- Hawaii Vice 2 (1989)
- Hawaii Vice 3 (1989)
- Hawaii Vice 4 (1989)
- Hawaii Vice 5 (1989)
- Hawaii Vice 6 (1989)
- Hawaii Vice 7 (1989)
- Head Coeds Society (1989)
- Hot in the City (1989)
- Hotel Paradise (1989)
- I Dream of Christy (1989)
- In the Flesh (1989)
- Innocent Obsession (1989)
- Interview 1 (1989)
- Invisible Girl (1989)
- Last Temptation (1989)
- Late Night For Lovers (1989)
- Live In Love In (1989)
- Love Button (1989)
- Love in Reverse (1989)
- Love Nest (1989)
- Lovin' USA (1989)
- Lust College (1989)
- Magic Shower (1989)
- Making Charli (1989)
- My Sensual Body (1989)
- Mystery of the Golden Lotus (1989)
- Mystic Pieces (1989)
- Night Trips 1 (1989)
- Office Girls (1989)
- Oral Majority 7 (1989)
- Outrageous Orgies 5 (1989)
- Perils Of Paula (1989)
- Queen of Hearts 1 (1989)
- Rapture Girls 1 (1989)
- Route 69 (1989)
- Scarlet Bride (1989)
- Sextectives (1989)
- Sexual Fantasies (1989)
- Sharon Mitchell Non-stop (1989)
- Showstoppers 4 (1989)
- Simply Irresistible (1989)
- Snatched (1989)
- Sorority Pink 2 (1989)
- Splendor In The Ass (1989)
- Swedish Erotica Featurettes 1 (1989)
- Talk Dirty to Me 3 (new) (1989)
- Taste of Ariel (1989)
- Taste of Candie Evans (1989)
- Taste of Megan (1989)
- Taylor Made (1989)
- Those Lynn Girls (1989)
- Unchain My Heart (1989)
- Unforgivable (1989)
- Video Voyeur 2 (1989)
- Voodoo Lust (1989)
- What A Country (1989)
- Wild Women 32: Summer Rose (1989)
- Wild Women 41: Samantha Strong (1989)
- Wild Women 44: Keisha (1989)
- Wild Women 61: Rachel Ryan (1989)
- X Dreams (1989)
- XTV 2 (1989)
- Young and Wrestling 2 (1989)
- Young Girls in Tight Jeans (1989)
- All The Right Motions (1990)
- Amazing Tails 4 (1990)
- Amazing Tails 5 (1990)
- Another Secret (1990)
- Anything Butt Love (1990)
- As The Spirit Moves You (1990)
- Back to Nature (1990)
- Backfield in Motion (1990)
- Bazooka County 3 (1990)
- Best of Caught from Behind 4 (1990)
- Big Melons 25 (1990)
- Big Melons 26 (1990)
- Big Melons 31 (1990)
- Bimbo Bowlers from Boston (1990)
- Blow Bi Blow (1990)
- Body Music 2 (1990)
- Boobs Butts and Bloopers 1 (1990)
- Breast Stroke 3 (1990)
- Buttwoman 1 (1990)
- Catalina Five-0: Treasure Island (1990)
- Charlie's Girls 2 (1990)
- Club Head (1990)
- Club Head (new) (1990)
- Coming of Christy (1990)
- Corruption (1990)
- Denim Dolls (1990)
- DeRenzy Tapes (1990)
- Desire (1990)
- Desktop Dolls (1990)
- Dr. Jeckel And Ms. Hide (1990)
- Drivin' Miss Daisy Crazy (1990)
- East L.A. Law (1990)
- Edge of Sensation (1990)
- Erotic Explosions 2 (1990)
- Erotic Explosions 5 (1990)
- Eternity (1990)
- Farmer's Daughter 2 (1990)
- Ginger Then and Now (1990)
- Hard Sell (1990)
- Haunted Passions (1990)
- Hawaii Vice Reflections (1990)
- Island Girls: Fun in the Sun (1990)
- Kinky Couples (1990)
- Lady In Blue (1990)
- Laid Off (1990)
- Last Resort (1990)
- Legal Tender (1990)
- Legend 2 (1990)
- Love Ghost (1990)
- Meltdown (1990)
- Midnight Fire (1990)
- Mistress 2 (1990)
- National Poontang's Sex Vacation (1990)
- Naughty Nineties (1990)
- Night At The Wax Works (1990)
- Night Temptress (1990)
- Not So Innocent (1990)
- One Night Stand (1990)
- Only the Best of Barbara Dare (1990)
- Passionate Angels (1990)
- Passions of Heather Lear (1990)
- Performance (1990)
- Porn On The Fourth Of July (1990)
- Portrait of Christy (1990)
- Rainwoman 4 (1990)
- Rapture Girls 2 (1990)
- Raw Sewage (1990)
- Rise of the Roman Empress 2 (1990)
- Road Girls (1990)
- Roll-X Girls (1990)
- Say Something Nasty (1990)
- Secret (1990)
- Secrets (1990)
- Sex Appraisals (1990)
- Sex Trek 1 (1990)
- Shaved Sinners 3 (1990)
- Silver Tongue (1990)
- Smart Ass (1990)
- Smooth And Easy (1990)
- Stars Who Do Deep Throat (1990)
- Swedish Erotica Featurettes 4 (1990)
- Swedish Erotica Featurettes 5 (1990)
- Sweet Seduction (1990)
- Taboo 8 (1990)
- Taste of Tiffany (1990)
- Taste of Victoria Paris (1990)
- Taste of Viper (1990)
- Tease (1990)
- Tit Tales 1 (1990)
- Top It Off (1990)
- Total Reball (1990)
- Uncut Diamond (1990)
- Vegas: Let It Ride (1990)
- Vegas: Snake Eyes (1990)
- Violation of Tori Welles (1990)
- Vogue (1990)
- Way They Were (1990)
- Women in Need (1990)
- Young Buns 2 (1990)
- Adventures of Mikki Finn (1991)
- Anal Encounters 1 (1991)
- Anal Encounters 2 (1991)
- Anal Encounters 6 (1991)
- Anal Fantasies 1 (1991)
- Anal Illusions (1991)
- Ass Backwards (1991)
- Back Doors (1991)
- Bad (1991)
- Bikini City (1991)
- Blonde Forces (1991)
- Blonde Riders (1991)
- Breathless (1991)
- Cheeks 4 (1991)
- City Girls (1991)
- Club Head 2 (1991)
- Decadent (1991)
- Deep Blonde (1991)
- Deep Inside Samantha Strong (1991)
- Deep Inside Victoria Paris (1991)
- Double Penetration 1 (1991)
- Easy Way (1991)
- Erotic Explosions 24 (1991)
- Euro Flesh 14: Rocco Unleashed (1991)
- Exhibitionist (1991)
- Fanny Annie (1991)
- Friends And Lovers 1 (1991)
- Friends And Lovers 2 (1991)
- Gere Up (1991)
- Hard Core Cafe (1991)
- Hindlick Maneuver (1991)
- Imagine (1991)
- Indian Summer (1991)
- Indian Summer 2: Sandstorm (1991)
- Kelly Blue Pumps Up (1991)
- Lascivious Ladies of Dr. Lipo (1991)
- Laying The Ghost (1991)
- Lethal Woman (1991)
- Lucky Break (1991)
- Malibu Spice (1991)
- Manbait 1 (1991)
- Mirage 1 (1991)
- Naked Goddess 1 (1991)
- New Wave Hookers 2 (1991)
- Night Deposit (1991)
- Nurse Nancy (1991)
- On The Loose (1991)
- On Trial 1: In Defense of Savannah (1991)
- Only Game In Town? (1991)
- Oral Madness 1 (1991)
- Oral Majority 8 (1991)
- Out of the Blue (1991)
- Outlaw (1991)
- Oval Office (1991)
- Party Doll A Go-Go 1 (1991)
- Passages 1 (1991)
- Passages 2 (1991)
- Passages 3 (1991)
- Passages 4 (1991)
- Perfect Pair (1991)
- Private Affairs 2 (1991)
- Private Affairs 3 (1991)
- Private Fantasies 1 (1991)
- Private Places (1991)
- Pump (1991)
- Queen Of Hearts 2 (1991)
- Quodoushka (1991)
- Racquel's Addiction (1991)
- Rapture (1991)
- Raunch 3 (1991)
- Raunch 4 (1991)
- Scented Secrets (1991)
- Sex In The Great Outdoors 2 (1991)
- Sex Nurses (1991)
- Skin Games (new) (1991)
- Soft Tail (1991)
- Sophisticated Lady (1991)
- Split Personality (1991)
- Stairway to Paradise (1991)
- Starr (1991)
- Steamy Windows (1991)
- Sterling Silver (1991)
- Summer Break (new) (1991)
- Sun Bunnies (1991)
- Sunny After Dark (1991)
- Talk Dirty to Me 8 (1991)
- Tell Me Something Dirty (1991)
- Trip Down Mammary Lane (1991)
- Unlike A Virgin (1991)
- Alice In Hollyweird (1992)
- Anal Attitude (1992)
- Anal Delights 2 (1992)
- Anal Encounters 8 (1992)
- Anal Lover (1992)
- Angels (1992)
- Baby la figlia libidinosa (1992)
- Backdoor Suite (1992)
- Backing In 3 (1992)
- Batwoman and Catgirl (1992)
- Bazooka County 4 (1992)
- Beauties and the Tyrant (1992)
- Best of Shaved Sinners (1992)
- Best Rears of Our Lives (1992)
- Black and White in Living Color (1992)
- Black Velvet (1992)
- Box (1992)
- Buco profondo (1992)
- Bunz Eye (1992)
- Burning Desire (1992)
- Busted (1992)
- Butties (1992)
- Buttsizer 2 (1992)
- Cape Rear (1992)
- Captain Butts' Beach (1992)
- Checkmate (1992)
- Cheesecake (1992)
- Chug-a-lug Girls 3 (1992)
- Cookie 'n Cream (1992)
- Cycle Slut (1992)
- Dark Dreams (1992)
- Dear Bridgette (1992)
- Deep Cheeks 3 (1992)
- Deep Inside Jeanna Fine (1992)
- Deep Inside Shanna McCullough (1992)
- Dirty Business (1992)
- Double Penetration 4 (1992)
- Double Penetration 5 (1992)
- Dragon Lady 3 (1992)
- Dream Machine (1992)
- Dripping with Desire (1992)
- Drivin' Miss Daisy Crazy Again (1992)
- Fresh Tits Of Bel Air (1992)
- Full Nest (1992)
- Graduation From F. U. (1992)
- Group Therapy (1992)
- Guess Who (1992)
- Hard As A Rock (1992)
- Hard Ride (1992)
- Hidden Obsessions (1992)
- Hollywood Connection (1992)
- Hooter Heaven (1992)
- Hot Holes (1992)
- Hot Shots (1992)
- Hot Tight Asses (1992)
- I Am Desire (1992)
- I Touch Myself (1992)
- Immaculate Erection (1992)
- Intimita Anale (1992)
- Key to Love (1992)
- Latin Lust (1992)
- Lick Bush (1992)
- Lust Crimes (1992)
- Manbait 2 (1992)
- Mega Splash 1: Peter North (1992)
- Mirage 2 (1992)
- Muff 'n Jeff (1992)
- Neutron Man (1992)
- On Trial 4 (1992)
- One Million Years DD (1992)
- Only the Best of the 80's (1992)
- Only the Very Best on Video (1992)
- Oral Majority 9 (1992)
- Party Doll A Go-Go 2 (1992)
- Patriot Dames (1992)
- Perks (1992)
- Pink Pussycat (1992)
- Play It Again Samantha (1992)
- Pornographic Priestess (1992)
- Private Affairs 6 (1992)
- Private Affairs 7 (1992)
- Private Affairs 9 (1992)
- Private Dancer (1992)
- Private Fantasies 8 (1992)
- Private Fantasies 9 (1992)
- Pumping It Up (1992)
- Puttin' Out (1992)
- Queen Of Hearts 3 (1992)
- Radical Affairs 1 (1992)
- Radio Active (1992)
- Rainwoman 5 (1992)
- Rent-a-butt 1 (1992)
- Revealed (1992)
- Sarah - The Young One 4 (1992)
- Sarah Young Collection 6 (1992)
- Seducers (1992)
- Sex Bandits (1992)
- Sex Under Glass (1992)
- Sex Wish (1992)
- Sexual Instinct (1992)
- Sexvision (1992)
- Seymore Butts in the Love Shack (1992)
- Sfondata e Bagnata (1992)
- She's the Boss (1992)
- Shoot to Thrill (1992)
- Silver Seduction (1992)
- Sleeping With Everybody (1992)
- Spellbound (1992)
- Sunrise Mystery (1992)
- Sweet Licks (1992)
- Tailiens (1992)
- Talk Dirty to Me 9 (1992)
- Taste of KC Williams (1992)
- Tight Pucker (1992)
- Tight Squeeze (1992)
- Titty Titty Bang Bang (1992)
- True Legends of Adult Cinema: The Erotic 80's (1992)
- Unforgettable (1992)
- Waterbabies 2 (1992)
- Wild and Wicked 2 (1992)
- Wild Thing (1992)
- Wildflower 1 (1992)
- Witching Hour (1992)
- Wrapped Up (1992)
- X-Rated Blondes (1992)
- You Bet Your Butt (1992)
- Adult Video Nudes (1993)
- American Beauty 1 (1993)
- Anal Delights 3 (1993)
- Anal Innocence 2 (1993)
- Anal Intruder 7 (1993)
- Anal Intruder 8 (1993)
- Anal Rampage 2 (1993)
- Anal Sexual Silence (1993)
- Anal Taboo (1993)
- Asian Persuasion (1993)
- Backdoor to Russia 1 (1993)
- Backdoor to Russia 2 (1993)
- Bad Side of Town (1993)
- Bare Market (1993)
- Battle of the Superstars (1993)
- Battlestar Orgasmica (1993)
- Best of Andrew Blake (1993)
- Best of Double Penetration (1993)
- Best of Teri Weigel 2 (1993)
- Big Boob Boat Ride 1 (1993)
- Bigger They Come (1993)
- Bitches (1993)
- Boodyguard (1993)
- Booty Sister (1993)
- Bossy Babes (1993)
- Bottom Dweller Part Deux (1993)
- Bringing Up the Rear (1993)
- British Are Coming (1993)
- Bush League 2 (1993)
- Bust Line (1993)
- Butt Bongo Bonanza (1993)
- Butt Sisters Do LA (1993)
- Caged Fury (1993)
- Cajun Heat (1993)
- Carnal Carnival (1993)
- Cherry Cheeks (1993)
- Christy Canyon vs Ginger Lynn: the Early Years (1993)
- Chug-a-lug Girls (1993)
- Chug-a-lug Girls 2 (1993)
- Dark Obsessions (1993)
- Darker Side of Shayla 1 (1993)
- Darker Side of Shayla 2 (1993)
- Deep Inside Kelly O'Dell (1993)
- Deep Inside Nina Hartley 1 (1993)
- Deep Inside Savannah (1993)
- Deep Inside Selena Steele (1993)
- Diamond Collection Double X 74 (1993)
- Diary of a Pornstar (1993)
- Dirty Books (1993)
- Double Play (1993)
- Dragon Lady 4 (1993)
- En Garde (1993)
- Erotic Dripping Orientals (1993)
- Executive Suites (1993)
- Fantasy Escorts (1993)
- For The Money 1 (1993)
- From Brazil With Love (1993)
- Fury (1993)
- Gang Bang Cummers (1993)
- Gang Bang Face Bath 1 (1993)
- Gangbang Girl 12 (1993)
- Girls' Club (1993)
- Goddess (1993)
- Going Pro (1993)
- Good Vibrations (1993)
- Guilty By Seduction (1993)
- Hard Rider (1993)
- Heads Or Tails (1993)
- Heaven Scent (1993)
- Heidi-gate (1993)
- Herman's Bed (1993)
- Hollywood Temps (1993)
- Hollywood X-posed 1 (1993)
- Hot Tight Asses 2 (1993)
- Hot Tight Asses 3 (1993)
- House of the Rising Sun (II) (1993)
- Hungry (1993)
- Hungry 2: Night Feast (1993)
- Hypnotic Passions (1993)
- Inferno 1 (1993)
- Interactive (1993)
- Jam (1993)
- Jet Stream (1993)
- Jezebel 1 (1993)
- Last American Sex Goddess (1993)
- Last Good Sex (1993)
- Les Femmes Erotiques (1993)
- Loads of Fun 4 (1993)
- Loopholes (1993)
- Midnight Madness (1993)
- Mindshadows 1 (1993)
- Mindshadows 2 (1993)
- Money Hole (1993)
- Natural (1993)
- Night And Day 2 (1993)
- Night Of Passion (1993)
- Nobody's Looking (1993)
- Oral Majority 10 (1993)
- Outlaws (1993)
- Paul Norman's Nastiest: Orgies (1993)
- Plan 69 From Outer Space (1993)
- Portrait of Dorian (1993)
- Possessions (1993)
- Proposta oscena (1993)
- Psychic (1993)
- Quantum Deep (1993)
- Rainwoman 6 (1993)
- Raunch 6 (1993)
- Raunch 8 (1993)
- Ready Willing And Anal (1993)
- Reel Life (1993)
- Riot Grrrls (1993)
- Sarah Young's Private Fantasies 21 (1993)
- Sarah Young's Sexy Secrets 3 (1993)
- Savannah Affair (1993)
- Secret Fantasies 3 (1993)
- Secret Fantasies 4 (1993)
- Sensual Exposure (1993)
- Sex Punk 2000 (1993)
- Sex Stories (1993)
- Sexmares 1 (1993)
- Sheepless In Montana (1993)
- Slave to Love (1993)
- Sodomania 2 (1993)
- Sodomania 6 (1993)
- Sorority Sex Kittens 1 (1993)
- Southern Cumfort (1993)
- Sparxx Plug (1993)
- Splendor In The Ass 2 (1993)
- Starbangers 4 (1993)
- Super Vixens 3 (1993)
- Swedish Erotica Hard 17 (1993)
- Swedish Erotica Hard 20 (1993)
- Take My Wife, Please (1993)
- Tales From The Backside (1993)
- Tempest (1993)
- Teri's Fantasies (1993)
- Tight Ends In Motion (1993)
- Tit In A Wringer (1993)
- Tit Tales 4 (1993)
- Titty Bar (1993)
- To The Rear (1993)
- True Legends of Adult Cinema: The Modern Video Era (1993)
- Two for One 2 (1993)
- Unchained Melanie (1993)
- Up And Coming Executive (1993)
- Uptown Girl (1993)
- Vagina Town (1993)
- Valley of the Bi Dolls (1993)
- Virtual Reality (1993)
- Wet Event (1993)
- Wicked Women (1993)
- Wild and Wicked 3 (1993)
- Wild Buck (1993)
- Willing Women (1993)
- Within And Without You (1993)
- 113 Cherry Lane (1994)
- Adult Video News Awards 1994 (1994)
- Adventures of Buck Naked (1994)
- Anal Crack Master (1994)
- Anal Hounds and Bitches (1994)
- Anal Idol (1994)
- Anal Justice (1994)
- Anal Mystique (1994)
- Anal Persuasion (1994)
- Anal Secrets (1994)
- Anal Thunder 2 (1994)
- Analizer (1994)
- Bachelor Party 1 (1994)
- Bad Girls 1 (1994)
- Beverly Hills Sex Party (1994)
- Black Butt Jungle (1994)
- Bloopers (1994)
- Blues 2 (1994)
- Booty Mistress (1994)
- Bustin' Out My Best (1994)
- Butt Sisters Do Detroit (1994)
- Butts of Steel (1994)
- Carlita's Back Way (1994)
- Catalina Studs (1994)
- Certifiably Anal (1994)
- Chug-a-lug Girls 4 (1994)
- Chug-a-lug Girls 5 (1994)
- Covergirl (1994)
- D.P. Queen (1994)
- Dark Room (1994)
- Deep Inside Trinity Loren (1994)
- Dial A For Anal (1994)
- Double Penetration 6 (1994)
- Erotic Newcummers 1 (1994)
- Face Sitter 3 (1994)
- Fantasy Chamber (1994)
- Film Buff (1994)
- Foolproof (1994)
- Fox Hunt 1 (1994)
- French Doll (1994)
- Gang Bang Face Bath 2 (1994)
- Gang Bang Face Bath 3 (1994)
- Gang Bang Jizz Jammers (1994)
- Gang Bang Nymphette (1994)
- Gang Bang Wild Style 2 (1994)
- Ghosts (1994)
- Girl Next Door 1 (1994)
- Glen And Glenda (1994)
- Happy Ending (1994)
- Harlots From Hooterville (1994)
- HeXXXed (1994)
- Hole In One (1994)
- Hollywood Hills Sex Party (1994)
- Hollywood Ho' House (1994)
- Hot Tight Asses 6 (1994)
- Interactive (1994)
- Jaded Love (1994)
- La Clinica delle Ispezioni Anali (1994)
- Legend of Barbi-Q and Little Fawn (1994)
- Man Who Loves Women (1994)
- Molly B. Goode (1994)
- Naked Goddess 2 (1994)
- Nasty Nymphos 3 (1994)
- Nasty Nymphos 6 (1994)
- Naughty Thoughts (1994)
- Never Say Never (1994)
- Norma Jeane Anal Legend (1994)
- Oral Majority 11 (1994)
- Passion (1994)
- Perverted 1 (1994)
- Photo Opportunity (1994)
- Pornomania 1 (1994)
- Rim Job Rita (1994)
- Sabotage (1994)
- Schrei wenn du kommst (1994)
- Shayla's Gang (1994)
- Sloppy Seconds (1994)
- So You Wanna Be In The Movies (1994)
- Sodomania: Baddest of the Best (1994)
- Star (1994)
- Starbangers 5 (1994)
- Stiff Competition 2 (1994)
- Stripper Nurses (1994)
- Super Vixens 5 (1994)
- Sure Thing (1994)
- Takin' It To The Limit 1 (1994)
- Tales of Sodom (1994)
- Three Muskatits (1994)
- Up And Cummers 7 (1994)
- Up And Cummers The Movie (1994)
- Use It Or Lose It (1994)
- Used and Abused 2 (1994)
- Visions Of Desire (1994)
- Wet Deal (1994)
- Whispered Lies (1994)
- Who Killed Holly Hollywood (1994)
- Wicked As She Seems (1994)
- Wild and Wicked 4 (1994)
- Women of Color 2 (1994)
- Anal Addicts (1995)
- Anal Deep Rider (1995)
- Anal Hellraiser 2 (1995)
- Anal Riders 106 (1995)
- Anal Woman 3 (1995)
- Asian Fuck Sluts 2 (1995)
- Ass Masters 4 (1995)
- Ass Openers 3 (1995)
- Ass Ventura Crack Detective (1995)
- Babenet (1995)
- Best Butt in the West 2 (1995)
- Beyond Reality 1: Mischief in the Making (1995)
- Big Pink (1995)
- Blonde And Beyond (1995)
- Breastman's Bikini Pool Party (1995)
- Butt Busters (1995)
- Canned Heat (1995)
- Chug-a-lug Girls 6 (1995)
- Coming Of Fortune (1995)
- Cumming Of Ass (1995)
- Cynthia And The Pocket Rocket (1995)
- Dear Diary (1995)
- Deep Inside P.J. Sparxx (1995)
- Desperate (1995)
- Do Me Nurses (1995)
- Dream Lust (1995)
- Dream Team (1995)
- Edge (1995)
- Elegant Bargain (1995)
- Erotic Artist (1995)
- Erotic Newcummers 3 (1995)
- Erotic Visions (1995)
- Every Woman Has A Fantasy 3 (1995)
- F Zone (1995)
- Fantasies Of Marylin (1995)
- Fantasy Inc. (1995)
- Firm Offer (1995)
- First Time Ever 1 (1995)
- Flesh Shopping Network (1995)
- Fox Hunt 2 (1995)
- Full Service Fuck Whores (1995)
- Gang Bang Face Bath 4 (1995)
- Gang Bang Jizz Queen (1995)
- Gangbusters (1995)
- Girl Next Door 2 (1995)
- Girls on Girls (1995)
- Glory Holes 4: Fuck My Ass (1995)
- Golden Touch (1995)
- Harder She Craved (1995)
- Hienie's Heroes (1995)
- Hollywood on Ice (1995)
- Hot Tight Asses 10 (1995)
- Hot Tight Asses 11 (1995)
- Hot Tight Asses 12 (1995)
- Hot Tight Asses 13 (1995)
- Hot Tight Asses 8 (1995)
- Hot Tight Asses 9 (1995)
- Hot Weekend At Ernies (1995)
- Hotel Fantasy (1995)
- Hotel Sodom 1 (1995)
- Hotel Sodom 6 (1995)
- Impact (1995)
- Incredible Edible Christy Canyon (1995)
- Initiation of Kylie (1995)
- Intense Perversions 2 (1995)
- Jet Stream (1995)
- Juicy Cheerleaders (1995)
- Kaithlyn Ashley's Hollywood Sex Tour (1995)
- Kept Women (1995)
- Kiss (1995)
- La Femme Vanessa (1995)
- Lips (1995)
- Love Thrust (1995)
- Lust Runner (1995)
- Make Me Watch (1995)
- Malibu Madam (1995)
- Mickey Ray's Sex Search 4: Long and Hard (1995)
- Monster Boobs: Put Your Love In Me (1995)
- Naked Ambition (1995)
- Naked Truth (1995)
- Nurses Are Cumming 2 (1995)
- Obsessions In Lace (1995)
- Oh! Zone (1995)
- Ona Zee's Sex Academy 2 (1995)
- Ona Zee's Sex Academy 3 (1995)
- Ona Zee's Sex Academy 4 (1995)
- Ona's Dynamite DP's (1995)
- Out Of Love (1995)
- Overtime 29: North Pole (1995)
- Overtime 4: Oral Hijinx (1995)
- Paradise Lost (1995)
- Patriot X (1995)
- Pickup Lines 2 (1995)
- Pickup Lines the Movie (1995)
- Priceless (1995)
- Pump Fiction (1995)
- Pussyman 12 (1995)
- Raunch-o-rama Super Six Hour 3 (1995)
- Reel World 3 (1995)
- Reel World 4 (1995)
- Ruthless Affairs (1995)
- Search For The Perfect Blowjob (1995)
- Secret of Her Suckcess (1995)
- Seduction of Marylin Star (1995)
- Sex Secrets Of High Priced Call Girls (1995)
- Sexual Solution 2 (1995)
- Simply Kia (1995)
- Snatch Masters 4 (1995)
- Snatch Motors (1995)
- Sodomania 13 (1995)
- Sodomania and Then Some: A Compendium (1995)
- Sorority Stewardesses (1995)
- Superstars of Porn 3: Britt Morgan Takes It on the Chin (1995)
- Takin' It To The Limit 5 (1995)
- Tits (1995)
- Two Sides of a Lady (1995)
- Valley Girl Connection (1995)
- Virtual Reality 69 (1995)
- Visions (1995)
- Voyeur 5 (1995)
- Whore House (1995)
- Wicked One (1995)
- Wicked Ways 2: Education of a DP Virgin (1995)
- Wild and Wicked 5 (1995)
- Young Nurses in Lust (1995)
- Adult Video News Awards 1996 (1996)
- Al Terego's Double Anal Alternatives (1996)
- All The Way In (1996)
- American Dream Girls 4 (1996)
- Ancient Secrets of the Kama Sutra (1996)
- Arizona Gold (1996)
- Ass Busters Inc. (1996)
- Ass Lovers Special (1996)
- Ass Openers 1 (1996)
- Bad Girls 9: Bust Out (1996)
- Biography: Kaithlyn Ashley (1996)
- Boobtown Brats 1 (1996)
- Breeders (1996)
- Butt Hunt 15 (1996)
- Butt Motors (1996)
- Canned Heat (1996)
- Car Wash Angels 1 (1996)
- City Girl (1996)
- Cockpit (1996)
- Coming of Age (1996)
- Covergirl (1996)
- Cumback Pussy 4 (1996)
- Cumming Clean (II) (1996)
- Dark Encounters (1996)
- Deep Behind the Scenes with Seymore Butts 1 (1996)
- Deep Focus (1996)
- Delinquents on Butt Row (1996)
- Director's Wet Dreams (1996)
- Erotic Newcummers 4 (1996)
- Expose Me Again (1996)
- Fame is a Whore on Butt Row (1996)
- Forbidden Cravings (1996)
- Ghost Town (1996)
- Gold Diggers (1996)
- Guilty As Sin (1996)
- Hard Evidence (1996)
- Hillbilly Honeys (1996)
- Hot Tight Asses 14 (1996)
- Hot Tight Asses 15 (1996)
- Hot Tight Asses 17 (1996)
- Hot Tight Asses 18 (1996)
- Hot Wired (1996)
- Hotel California (1996)
- House Arrest (1996)
- House On Chasey Lane (1996)
- Immortal Lust (1996)
- In Your Face 3 (1996)
- In Your Face 4 (1996)
- Indecent Exposures (1996)
- Independence Night (1996)
- KSEX 106.9 1 (1996)
- Masque (1996)
- Molina (1996)
- More Sorority Stewardesses (1996)
- Naked And Nasty (1996)
- Naked Scandal (1996)
- Night Tales (1996)
- Night Vision (1996)
- Nothing Like A Dame (1996)
- Nothing Like A Dame 2 (1996)
- Once In A Lifetime (1996)
- Palace Of Pleasure (1996)
- Party Night (1996)
- Passion (1996)
- Persona (1996)
- Petite And Sweet 8 (1996)
- Pickup Lines 10 (1996)
- Pickup Lines 3 (1996)
- Pickup Lines 4 (1996)
- Pickup Lines 5 (1996)
- Pickup Lines 6 (1996)
- Pickup Lines 7 (1996)
- Pickup Lines 8 (1996)
- Pickup Lines 9 (1996)
- Pleasureland (1996)
- Pocahotass 1 (1996)
- Pocahotass 2 (1996)
- Pure (1996)
- Pussyman 13 (1996)
- Pussyman 14 (1996)
- Rainwoman 9 (1996)
- Scotty's X-rated Adventure (1996)
- Sex Drivers (1996)
- Sex Plays (1996)
- Sex Raiders (1996)
- Sex Stories (1996)
- Sexual Healing (1996)
- Shane's World 1 (1996)
- Shock: Latex 2 (1996)
- Silver Screen Confidential (1996)
- Smooth Ride (1996)
- Sodomania 18 (1996)
- Splattered (1996)
- Stardust 8 (1996)
- Sunset's Anal and DP Gangbang (1996)
- Sure Bet (1996)
- Tainted Love (1996)
- Takin' It To The Limit 7 (1996)
- Talk Dirty to Me 10 (1996)
- Time Machine (1996)
- Triple X 12 (1996)
- Two's Company Three's An Orgy (1996)
- Up Close and Personal 1 (1996)
- Video Adventures of Peeping Tom 1 (1996)
- Video Adventures of Peeping Tom 2 (1996)
- Video Adventures of Peeping Tom 3 (1996)
- Virgin Dreams (1996)
- Wacky World of Ed Powers (1996)
- What You Are In The Dark (1996)
- Wild and Wicked 7 (1996)
- Wild Ones (1996)
- Wild Wild Chest 3 (1996)
- Adam And Eve's House Party 4 (1997)
- All About Eva (1997)
- Angel Eyes (1997)
- Ass Openers 10 (1997)
- Ass Openers 11 (1997)
- Ass Openers 12 (1997)
- Ass Openers 4 (1997)
- Ass Openers 6 (1997)
- Ass Openers 8 (1997)
- Ass Openers 9 (1997)
- Behind Closed Doors (1997)
- Big Island Blues (1997)
- Bloopers 2 (1997)
- Butt Row: Eurostyle 1 (1997)
- Centerfolds (1997)
- Country Girl (1997)
- Cream On 1 (1997)
- Cream On 2 (1997)
- Cumback Pussy 8 (1997)
- Cumback Pussy 9 (1997)
- Decadence (1997)
- Deep in Angel's Ass (1997)
- Deep Inside Jill Kelly (1997)
- Deep Inside Missy (1997)
- Deep Throat The Quest 2: Jail Break / Pussy Auction (1997)
- Desperate Hours (1997)
- Dirty Days 1 (1997)
- Doin the Ritz (1997)
- Dreamers (1997)
- Encino Housewife Hookers (1997)
- Erotic Pool Party 1 (1997)
- Essentially Juli (1997)
- Eternal Lust 2 (1997)
- Face Jam (1997)
- Fanny (1997)
- First Time Ever 3 (1997)
- Freshman Fantasies 2 (1997)
- Gangbang Girl 20 (1997)
- Gangbang Girl 22 (1997)
- Gigolo (1997)
- Gluteus To The Maximus (1997)
- Gold Diggers 2 (1997)
- Heart and Soul (1997)
- Hot Tight Asses 19 (1997)
- Hot Tight Asses 20 (1997)
- House of Anal Perversions (1997)
- Hustler Love Letters 1 (1997)
- Intense Perversions 5 (1997)
- Klimaxx (II) (1997)
- Lady Luck (1997)
- Legal Favors (1997)
- Limousine (1997)
- Loads of Peter North (1997)
- Love Her All You Can (1997)
- Mayfair Madam (1997)
- Mind Games (1997)
- Mission Erotica (1997)
- My First Time (1997)
- My Horny Valentine (1997)
- New Wave Hookers 5 (1997)
- Not the Lovin' Kind (1997)
- Nurse Fantasies (1997)
- Original Sin (1997)
- Other Side of Shawnee (1997)
- Over The Top (1997)
- Paradise (1997)
- Persona (1997)
- Pickup Lines 11 (1997)
- Pickup Lines 12 (1997)
- Pickup Lines 13 (1997)
- Pickup Lines 15 (1997)
- Pickup Lines 16 (1997)
- Pickup Lines 17 (1997)
- Pickup Lines 18 (1997)
- Pickup Lines 19 (1997)
- Pickup Lines 20 (1997)
- Pickup Lines 21 (1997)
- Pierced Shaved And Anal (1997)
- Pussyman Takes Hollywood (1997)
- Pussyman's Escape From L.A. (1997)
- Rear Ended Roommates (1997)
- Restless Hearts (1997)
- Satyr (1997)
- Seduce And Destroy (1997)
- She Has Skills 1 (1997)
- Sin-a-matic (1997)
- Sin-a-matic 2: Big Island Style (1997)
- Sinister Sister (1997)
- Sodomania: Slop Shots 1 (1997)
- South By Southeast (1997)
- Tails of Perversity 1 (1997)
- Tails of Perversity 2 (1997)
- Tails of Perversity 3 (1997)
- Takin' It To The Limit: Bruce And Bionca's Favorite Scenes (1997)
- Tarnished Knight (1997)
- Temptress (1997)
- Tight Squeeze (1997)
- Twisted (1997)
- Up Your Ass 5 (1997)
- Video Adventures of Peeping Tom 4 (1997)
- Video Adventures of Peeping Tom 5 (1997)
- Video Adventures of Peeping Tom 6 (1997)
- Video Adventures of Peeping Tom 8 (1997)
- Video Adventures of Peeping Tom 9 (1997)
- ViXXXen (1997)
- Waterworld (1997)
- Wet Dreams Reel Fantasies (1997)
- Wicked Weapon (1997)
- Wild Bananas on Butt Row (1997)
- Woman Of Means (1997)
- Writer's Block (1997)
- Amazing Sex Talk 1 (1998)
- Ass Openers 15 (1998)
- Ass Openers 16 (1998)
- Ass Openers 17 (1998)
- Ass Openers 18 (1998)
- Bawdy And Soul (1998)
- Best of Shane 1 (1998)
- Born Bad (1998)
- Ebony Ecstasy (1998)
- First Time Ever 5 (1998)
- Habits of the Heart (1998)
- Hard To Hold (1998)
- Hawaiian Blast (1998)
- Hollywood or Bust (1998)
- Jailhouse Jinx (1998)
- Kinky Vision (1998)
- LA Fashion Girls (1998)
- Last Tango (1998)
- Merry Fucking Christmas (1998)
- My Last Whore (1998)
- Neighbor (1998)
- North Pole 1: Loadman Cummith 1 (1998)
- North Pole 2: Loadman Cummith 2 (1998)
- North Pole 3: Loadman Drenches Florida (1998)
- North Pole 4 (1998)
- North Pole 5 (1998)
- Open Wide And Say Ahh! 1 (1998)
- Perverted Passions (1998)
- Pickup Lines 22 (1998)
- Pickup Lines 23 (1998)
- Pickup Lines 26 (1998)
- Pickup Lines 28 (1998)
- Pickup Lines 32 (1998)
- Pink Hotel on Butt Row 1 (1998)
- Pussycats (1998)
- Recipe For Sex (1998)
- Red Vibe Diaries 2: Dark Desires (1998)
- Rising Stars (1998)
- Risky Biz (1998)
- RX For Sex 2 (1998)
- Scenes From A Bar (1998)
- Sinful Desires 2 (1998)
- Skin Game (1998)
- Sodomania 24 (1998)
- Sterling Assets (1998)
- Takin It Outside (1998)
- Taste of Evil (1998)
- Terminal Case Of Love (1998)
- Video Adventures of Peeping Tom 11 (1998)
- Video Adventures of Peeping Tom 15 (1998)
- Woman Scorned (1998)
- Wonder Boobs (1998)
- Complete Kobe (1999)
- Cream Dreams (1999)
- Deep in the Canyon (1999)
- Deep Inside Helen Duval (1999)
- Desperate Love (1999)
- Jordan Lee Anal Queen (1999)
- My Plaything: Jewel De'Nyle (1999)
- Naked In Tampa Bay 1999 1 (1999)
- Naked In Tampa Bay 1999 2 (1999)
- North Pole 10 (1999)
- North Pole 11 (1999)
- North Pole 12 (1999)
- North Pole 6 (1999)
- North Pole 7 (1999)
- North Pole 8 (1999)
- North Pole 9 (1999)
- Pussypoppers (1999)
- Sodomania: Director's Cut Classics 1 (1999)
- Sodomania: Director's Cut Classics 2 (1999)
- Sweet Enough To Eat (1999)
- Anal Addicts 1 (2000)
- Black Throat (new) (2000)
- Bushel and a Peck (2000)
- Chasing Stacy (2000)
- Cream of Cumback Pussy (2000)
- Hart Attack (2000)
- King of the Load (2000)
- Marilyn Whips Wall Street (2000)
- North Pole 13 (2000)
- North Pole 14 (2000)
- North Pole 15 (2000)
- North Pole 16 (2000)
- North Pole 17 (2000)
- North Pole 18 (2000)
- North Pole 19 (2000)
- North Pole 20 (2000)
- Pickup Lines 49 (2000)
- Ruby's All Night Diner (2000)
- Anal Addicts 2 (2001)
- Anal Addicts 3 (2001)
- Anal Addicts 4 (2001)
- Anal Addicts 5 (2001)
- Anal Addicts 6 (2001)
- Anal Addicts 7 (2001)
- Booty Duty (2001)
- Coming In America (2001)
- Deep Inside Lexus (2001)
- Deep Throat This 1 (2001)
- Lexus: Up Close and Personal (2001)
- North Pole 21 (2001)
- North Pole 22 (2001)
- North Pole 23 (2001)
- North Pole 24 (2001)
- North Pole 25 (2001)
- North Pole 26 (2001)
- North Pole 27 (2001)
- North Pole 28 (2001)
- Action Vamp (2002)
- Anal Addicts 10 (2002)
- Anal Addicts 8 (2002)
- Anal Addicts 9 (2002)
- Battle of the Titans (2002)
- Best of Kimberly Carson (2002)
- Bottom Dweller Orgies (2002)
- Cum Shot Starlets (2002)
- Deep Throat This 2 (2002)
- Deep Throat This 3 (2002)
- Deep Throat This 4 (2002)
- Deep Throat This 5 (2002)
- Deep Throat This 6 (2002)
- Deep Throat This 7 (2002)
- Deep Throat This 8 (2002)
- Monica Sweetheart Exposed (2002)
- North Pole 29 (2002)
- North Pole 30 (2002)
- North Pole 31 (2002)
- North Pole 32 (2002)
- North Pole 33 (2002)
- North Pole 34 (2002)
- North Pole 35 (2002)
- North Pole 36 (2002)
- Thigh High 2 (2002)
- Absolutely Sarah Young (2003)
- Anal Addicts 11 (2003)
- Anal Addicts 12 (2003)
- Anal Addicts 13 (2003)
- Anal Addicts 14: Haunted House (2003)
- Deep Inside Ginger Lynn (2003)
- Deep Throat This 10 (2003)
- Deep Throat This 11 (2003)
- Deep Throat This 12 (2003)
- Deep Throat This 13 (2003)
- Deep Throat This 14 (2003)
- Deep Throat This 15 (2003)
- Deep Throat This 16 (2003)
- Deep Throat This 17 (2003)
- Deep Throat This 9 (2003)
- Eye Spy: Chasey Lain (2003)
- First Offense 1 (2003)
- Jenna Jameson's Wicked Anthology 1 (2003)
- Latina Fever 1 (2003)
- Maximum Thrust 1 (2003)
- Maximum Thrust 2 (2003)
- North Bound In Your Mouth (2003)
- North Pole 37 (2003)
- North Pole 38 (2003)
- North Pole 39 (2003)
- North Pole 40 (2003)
- North Pole 41 (2003)
- North Pole 42 (2003)
- North Pole 43 (2003)
- North Pole 44 (2003)
- North Pole 45 (2003)
- North Pole 46 (2003)
- Peter North Is Lost in Vegas (2003)
- Sex Underwater 5 (2003)
- Swedish Erotica 4Hr 12 (2003)
- Swedish Erotica 4Hr 14 (2003)
- Swedish Erotica 4Hr 16 (2003)
- Swedish Erotica 4Hr 18 (2003)
- Swedish Erotica 4Hr 21 (2003)
- Swedish Erotica 4Hr 22 (2003)
- Swedish Erotica 4Hr 23 (2003)
- Swedish Erotica 4Hr 24 (2003)
- Swedish Erotica 4Hr 25 (2003)
- Teenage Christy Canyon (2003)
- Virgin Porn Stars 3 (2003)
- Wild Young Fuckers (2003)
- Zuckersusse Leidenschaft (2003)
- Anal Addicts 15 (2004)
- Anal Addicts 16 (2004)
- Anal Addicts 17 (2004)
- Anal Demolition (2004)
- Assed Out 1 (2004)
- Assed Out 2 (2004)
- Barbara Dare: Dirtiest Of Dare (2004)
- Battle of the Titans: Peter North vs. John Holmes (2004)
- Cream of the Cock (2004)
- Deep Throat This 18 (2004)
- Deep Throat This 19 (2004)
- Deep Throat This 20 (2004)
- Deep Throat This 21 (2004)
- Deep Throat This 22 (2004)
- Deep Throat This 23 (2004)
- First Offense 2 (2004)
- First Offense 3 (2004)
- First Offense 4 (2004)
- First Offense 5 (2004)
- First Offense 6 (2004)
- First Offense 7 (2004)
- Golden Age of Porn: Aja (2004)
- Golden Age of Porn: Victoria Paris (2004)
- Jenna Jameson's Wicked Anthology 2 (2004)
- Jenna Uncut and Uncensored (2004)
- Latina Fever 2 (2004)
- Latina Fever 3 (2004)
- Latina Fever 4 (2004)
- Latina Fever 5 (2004)
- Latina Fever 6 (2004)
- Latina Fever 7 (2004)
- Maximum Thrust 3 (2004)
- Maximum Thrust 4 (2004)
- North Pole 47 (2004)
- North Pole 48 (2004)
- North Pole 49 (2004)
- North Pole 50 (2004)
- North Pole 51 (2004)
- North Pole 52 (2004)
- North Pole 53 (2004)
- Nuttin' Hunnies 1 (2004)
- Peter North's POV 1 (2004)
- Peter North's POV 2 (2004)
- Peter North's POV 3 (2004)
- Peter North's POV 4 (2004)
- Pickup Lines 80 (2004)
- Real White Trash 3 (2004)
- Take That Deep Throat This 1 (2004)
- Three Splooges (2004)
- Titty-Titty Bang-Bang (2004)
- Wild on These 3 (2004)
- Wild Wild Chest (2004)
- Anal Addicts 18 (2005)
- Anal Addicts 19 (2005)
- Anal Addicts 20 (2005)
- Best of Amber Lynn (2005)
- Best of North Pole 2 (2005)
- Big Tits Tight Slits 2 (2005)
- Deep Throat This 24 (2005)
- Deep Throat This 25 (2005)
- Deep Throat This 26 (2005)
- Deep Throat This 27 (2005)
- Deep Throat This 29 (2005)
- First Offense 10 (2005)
- First Offense 12 (2005)
- First Offense 8 (2005)
- First Offense 9 (2005)
- Goddess of Love 1 (2005)
- Golden Age of Porn: Kristara Barrington (2005)
- Great White North 1 (2005)
- Jenna's Star Power (2005)
- Kristara Barrington Collection (2005)
- Latina Fever 10 (2005)
- Latina Fever 11 (2005)
- Latina Fever 8 (2005)
- Latina Fever 9 (2005)
- Miami Pink (2005)
- Mindy Rae Collection (2005)
- Natural Knockers 1 (2005)
- North Pole 54 (2005)
- North Pole 55 (2005)
- North Pole 56 (2005)
- North Pole 57 (2005)
- North Pole 58 (2005)
- North Pole 59 (2005)
- Peter North's POV 10 (2005)
- Peter North's POV 5 (2005)
- Peter North's POV 6 (2005)
- Peter North's POV 7 (2005)
- Peter North's POV 8 (2005)
- Peter North's POV 9 (2005)
- Swallow This 1 (2005)
- Take That Deep Throat This 2 (2005)
- Trinity Loren Collection (2005)
- Watermelon Babes (2005)
- All That Jizz (2006)
- Breast Obsessed (2006)
- Deep Throat This 30 (2006)
- Deep Throat This 33 (2006)
- I Love Monica (2006)
- Keisha Collection (2006)
- Latina Fever 15 (2006)
- Monster Dick Shootout (2006)
- Natural Knockers 5 (2006)
- North Pole 60 (2006)
- North Pole 61 (2006)
- North Pole 62 (2006)
- North Pole 63 (2006)
- Peter North's POV 11 (2006)
- Peter North's POV 13 (2006)
- Swallow This 2 (2006)
- Swallow This 3 (2006)
- Swallow This 4 (2006)
- Swallow This 5 (2006)
- Teeny Schlampen (2006)
- Vanessa Del Rio: Latina Goddess (2006)
- What Happens in Christy Stays in Christy (2006)
- XXX Bra Busters in the 1980's 2 (2006)
- Classic Bitches In Heat 1 (2007)
- Classic Bitches In Heat 2 (2007)
- Classic Bitches In Heat 3 (2007)
- Classic Porn of the 80s 2 (2007)
- Deep Throat This 34 (2007)
- Deep Throat This 35 (2007)
- Deep Throat This 37 (2007)
- Deep Throat This 38 (2007)
- Ginger Lynn's Yours For The Asking (2007)
- North Pole 64 (2007)
- North Pole 65 (2007)
- North Pole 66 (2007)
- North Pole 67 (2007)
- North Pole 68 (2007)
- Peter North's POV 17 (2007)
- Return of Teenage Christy Canyon (2007)
- Swallow This 10 (2007)
- Swallow This 6 (2007)
- Swallow This 7 (2007)
- Swallow This 8 (2007)
- Swallow This 9 (2007)
- Swedish Erotica 100 (2007)
- Swedish Erotica 103 (2007)
- Swedish Erotica 106 (2007)
- Swedish Erotica 107 (2007)
- Swedish Erotica 110 (2007)
- Swedish Erotica 112 (2007)
- Swedish Erotica 117 (2007)
- Swedish Erotica 122 (2007)
- Swedish Erotica 123 (2007)
- Swedish Erotica 129 (2007)
- Swedish Erotica 131 (2007)
- Swedish Erotica 132 (2007)
- Swedish Erotica 73 (2007)
- Swedish Erotica 79 (2007)
- Swedish Erotica 80 (2007)
- Swedish Erotica 81 (2007)
- Swedish Erotica 83 (2007)
- Swedish Erotica 86 (2007)
- Swedish Erotica 90 (2007)
- Swedish Erotica 93 (2007)
- Swedish Erotica 94 (2007)
- Swedish Erotica 98 (2007)
- Swedish Erotica 99 (2007)
- XXX Bra Busters in the 1980's 3 (2007)
- Compton's Cum Guzzlers (2008)
- Deep Throat This 39 (2008)
- Deep Throat This 40 (2008)
- Largest Dicks Ever - Massive Meat Treat (2008)
- Nina Hartley Screws the Stars (2008)
- North Pole 69 (2008)
- North Pole 70 (2008)
- North Pole 71 (2008)
- Swallow This 11 (2008)
- Swallow This 12 (2008)
- Teen Cuisine Too (2008)
- Battle of the Superstars: Ginger Lynn vs. Nina Hartley (2009)
- Battle of the Superstars: John Holmes vs. Peter North (2009)
- Christy Canyon the Lost Footage (2009)
- Peter North: The Lost Footage (2009)
- Ron Jeremy the Lost Footage (2009)
- Deep Throat This 42 (2010)
- North Pole 72 (2010)
- North Pole 73 (2010)
- North Pole 74 (2010)
- North Pole 75 (2010)
- North Pole 76 (2010)
- North Pole 77 (2010)
- North Pole 78 (2010)
- Peter North's POV 24 (2010)
- Bree Olson Experience (2011)
- Deep Throat This 45 (2011)
- Deep Throat This 46 (2011)
- Deep Throat This 49 (2011)
- Deep Throat This 50 (2011)
- Humper To Bumpher 2 (2011)
- Moms Doing Her BF And Husband (2011)
- North Pole 79 (2011)
- North Pole 80 (2011)
- North Pole 81 (2011)
- North Pole 82 (2011)
- North Pole 83 (2011)
- North Pole 84 (2011)
- North Pole 85 (2011)
- North Pole 86 (2011)
- North Pole 87 (2011)
- North Pole 88 (2011)
- North Pole 89 (2011)
- North Pole 90 (2011)
- North Pole 91 (2011)
- North Pole 92 (2011)
- Peter North's Hard to Swallow (2011)
- Peter North's POV 29 (2011)
- Peter North's POV 30 (2011)
- Peter North's POV 34 (2011)
- Swallow This 17 (2011)
- Swallow This 18 (2011)
- Swallow This 19 (2011)
- Swallow This 20 (2011)
- Swallow This 21 (2011)
- Deep Throat This 54 (2012)
- Deep Throat This 55 (2012)
- North Pole 100 (2012)
- North Pole 93 (2012)
- North Pole 94 (2012)
- North Pole 95 (2012)
- North Pole 96 (2012)
- North Pole 97 (2012)
- North Pole 98 (2012)
- North Pole 99 (2012)
- Peter North's POV 38 (2012)
- Peter North's POV 39 (2012)
- Peter North's POV 40 (2012)
- Peter's Game: 2 on 1 (2012)
- Classic Smut Cuts: Ron Jeremy (2013)
- North Pole 101 (2013)
- North Pole 102 (2013)
- North Pole 103 (2013)
- North Pole 104 (2013)
- North Pole 105 (2013)
- North Pole 106 (2013)
- Now That's How You Orgy 2 (2013)
- Peter North's POV 48 (2013)

### Regista
- Euromen (1988)
- National Poontang's Sex Vacation (1990)

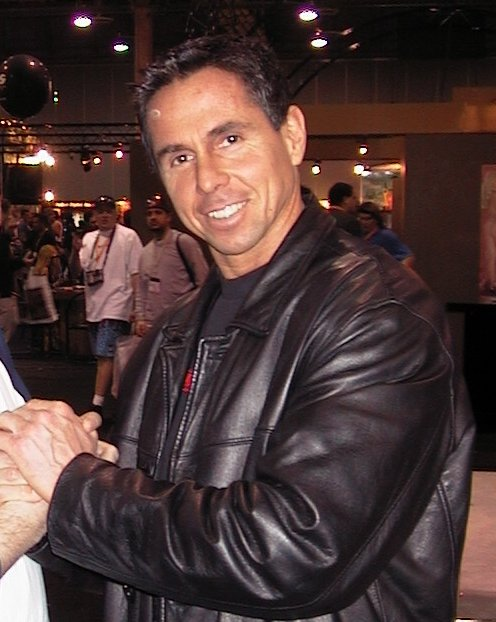
Peter North, all'AVN Adult Entertainment Expo del 2002, Las Vegas, Nevada.

- North Pole 3: Loadman Drenches Florida (1998)
- North Pole 4 (1998)
- North Pole 10 (1999)
- North Pole 11 (1999)
- North Pole 12 (1999)
- North Pole 6 (1999)
- North Pole 7 (1999)
- North Pole 8 (1999)
- North Pole 9 (1999)
- Anal Addicts 1 (2000)
- North Pole 13 (2000)
- North Pole 14 (2000)
- North Pole 15 (2000)
- North Pole 16 (2000)
- North Pole 17 (2000)
- North Pole 18 (2000)
- North Pole 19 (2000)
- North Pole 20 (2000)
- Anal Addicts 2 (2001)
- Anal Addicts 3 (2001)
- Anal Addicts 4 (2001)
- Anal Addicts 5 (2001)
- Anal Addicts 6 (2001)
- Anal Addicts 7 (2001)
- North Pole 21 (2001)
- North Pole 22 (2001)
- North Pole 23 (2001)
- North Pole 24 (2001)
- North Pole 25 (2001)
- North Pole 26 (2001)
- North Pole 27 (2001)
- North Pole 28 (2001)
- Anal Addicts 10 (2002)
- Anal Addicts 8 (2002)
- Anal Addicts 9 (2002)
- North Pole 29 (2002)
- North Pole 30 (2002)
- North Pole 31 (2002)
- North Pole 32 (2002)
- North Pole 33 (2002)
- North Pole 34 (2002)
- North Pole 35 (2002)
- North Pole 36 (2002)
- Anal Addicts 11 (2003)
- Anal Addicts 12 (2003)
- Anal Addicts 13 (2003)
- Anal Addicts 14: Haunted House (2003)
- Latina Fever 1 (2003)
- North Pole 37 (2003)
- North Pole 38 (2003)
- North Pole 39 (2003)
- North Pole 40 (2003)
- North Pole 41 (2003)
- North Pole 42 (2003)
- North Pole 45 (2003)
- Best of North Pole 2 (2005)
- Swallow This 1 (2005)
- Swallow This 2 (2006)
- Extreme Interracial (2010)
- Swallow This 14 (2010)
- Peter North's POV 43 (2012)
- Peter's Game: 2 on 1 (2012)
- Peter North's POV 46 (2013)